# Taxkorgan (powiat autonomiczny)
Taxkorgan (chiń. 塔什库尔干塔吉克自治县; pinyin: Tǎshíkù’ěrgān Tǎjíkè Zìzhìxiàn; ujg. تاشقۇرغان تاجىك ئاپتونوم ناھىيىسى, Tashqurghan Tajik Aptonom Nahiyisi) – tadżycki powiat autonomiczny w zachodnich Chinach, w regionie autonomicznym Sinciang, w prefekturze Kaszgar. W 2000 roku liczył 30 454 mieszkańców. Siedzibą powiatu jest gmina miejska Taxkorgan.
Powiat autonomiczny został utworzony 17 września 1954 roku.